# إيفان ييرشوف
إيفان ييرشوف (بالروسية: Ершов, Иван Иванович)‏ (بالأوكرانية: Іван Іванович Єршов)‏ هو لاعب كرة قدم روسي وأوكراني في مركز الدفاع، ولد في 22 مايو 1979 في بوليارنيي زوري في روسيا. لعب مع أرسنال تولا.

## وصلات خارجية
- إيفان ييرشوف على موقع قاعدة بيانات كرة القدم.إي يو (الإنجليزية)
- إيفان ييرشوف على موقع Soccerway.com (الإنجليزية)